# Galle
Die Galle (von indogermanisch *ǵʰel- ‚gelb, grün‘) ist eine zähe Körperflüssigkeit, die in der Leber produziert und in der Regel in der Gallenblase gespeichert wird, bevor sie zu den Mahlzeiten in den Zwölffingerdarm (Duodenum) ausgeschüttet wird. Ihre Färbung wechselt je nach Anteil der hauptsächlichen Gallenfarbstoffe Bilirubin und Biliverdin von gelblich bis grünlich. Stark eingedickt nimmt sie einen bräunlichen Ton an.
Die Galle dient der Fettverdauung, indem sie Lipide emulgiert, das heißt in kleine, für fettspaltende Enzyme (Lipasen) angreifbare Tröpfchen verteilt. Weiterhin ist die Galle ein Ausscheidungsmedium für Substanzen, die schwer wasserlöslich sind und in der Leber in eine eliminierbare Form gebracht werden.
Umgangssprachlich wird mit „Galle“ nicht nur die Gallenflüssigkeit, sondern auch der sie speichernde Beutel, die Gallenblase, bezeichnet. Wörterbücher der Allgemeinsprache geben deshalb als Bedeutung von Galle sowohl die Gallenflüssigkeit als auch die Gallenblase an. Die Fortbewegung der Galle in den Gallengängen (genannt auch Gallenwege) einschließlich zugehöriger Bewegungsabläufe der Gallenblase und der Gallengänge wird als Cholekinese bezeichnet.

## Zusammensetzung
| Ion     | Anteil         |
| ------- | -------------- |
| Na+     | 130–165 mmol/l |
| K+      | 3–12 mmol/l    |
| Cl−     | 90–120 mmol/l  |
| HCO3−   | 30 mmol/l      |
| pH-Wert | 8,0–8,5        |

Galle besteht zum größten Teil aus Wasser (82 %), in dem anorganische Elektrolyte in einer ähnlichen Zusammensetzung wie im Blutplasma gelöst sind (siehe Tabelle rechts). Galle ist leicht alkalisch. Die wichtigsten funktionellen Bestandteile sind jedoch die Gallensalze (12 %), denen eine zentrale Rolle in der Fettverdauung zukommt. Daneben enthält sie auch Alkalische Phosphatasen, eine Gruppe von Enzymen, die Phosphorsäureester hydrolysieren.
Weiterhin findet man in der Galle Lecithin und andere Phospholipide (4 %), nicht verestertes Cholesterin (0,7 %) und Abbauprodukte der Leber, die durch die Galle in den Verdauungstrakt gelangen und von dort mit dem Kot ausgeschieden werden. Zu den letzteren gehören Bilirubin, das Abbauprodukt des Blutfarbstoffs Hämoglobin, sowie einige Hormone und Medikamente.
Ihre Farbe erhält die Galle im Wesentlichen durch die Gallenfarbstoffe: das je nach Konzentration gelbliche bis rote Bilirubin und das grünliche Biliverdin. Bilirubin wird im Darm von den dort ansässigen Bakterien unter anderem zu Stercobilin, Bilifuscin und Mesobilifuscin abgebaut, die dem Stuhl seine charakteristische Färbung geben.
Der Transport von Cholesterin in der Galle findet in Mizellen statt, die aus Lecithin, Cholesterin und Gallensalzen gebildet werden. Das Mischungsverhältnis dieser drei Stoffe darf nur in sehr engen Grenzen schwanken, damit der Transport des Cholesterins funktionieren kann. Andernfalls kristallisiert das Cholesterin aus und es kommt zur Bildung von Gallensteinen.

## Physiologie
Die Bildung und Abgabe der Galle wird als Gallensaftsekretion bezeichnet.

### Bildung
Der menschliche Körper produziert täglich etwa 700 ml Galle, die interdigestiv, das heißt zwischen den Mahlzeiten, in der Gallenblase gespeichert werden.
Galle wird in den Zellen der Leber, den Hepatozyten produziert. Zwischen zwei benachbarten Hepatozyten befinden sich die Gallenkanälchen (Canaliculi), in die die Galle durch Transmembrantransport ausgeschieden wird. Diese Canaliculi vereinigen sich zu größeren Kanälen, die letztendlich die Galle zum Verdauungstrakt befördern (siehe unten).
Stoffe, die in die Canaliculi abgesondert werden, sind Lecithin, konjugierte Gallensalze, Cholesterin, mit Glucuronsäure konjugierte Hormone und Bilirubin. Mit Glutathion konjugierte Medikamente können ebenfalls mit der Galle ausgeschieden werden. Die Hepatozyten entnehmen die konjugierten Gallensalze aus den Sinusoiden, mikroskopischen Blutgefäßen, die Blut zu den Hepatozyten transportieren.
Die Leberzellen besitzen sowohl in ihrer den Sinusoiden als auch den Canaliculi anliegenden Zellmembranen Transportproteine (Carrier) speziell für Gallensalze. Aus den Sinusoiden werden sie mit Hilfe eines Natrium-Symport-Transportproteins (NTCP = Na+-taurocholate cotransporting polypeptide) sekundär aktiv aufgenommen, während sie primär aktiv mit Hilfe eines ATP-abhängigen Transporters (hBSEP: human bile salt export pump, auch cBAT: canalicular bile acid transporter) in das Lumen der Canaliculi ausgeschieden werden.

### Transport und Speicherung

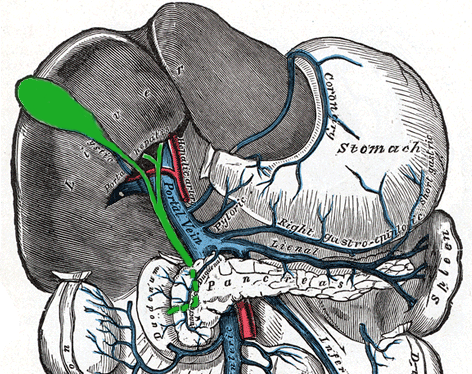
Gallenwege und -blase (hier grün dargestellt)

Die extrahepatischen (außerhalb der Leber gelegenen) Gallenwege beginnen mit dem Ductus hepaticus communis (gemeinsamer Lebergang), von dem der Ductus cysticus (Gallenblasengang, Verbindung zwischen Gallenblase und Hauptgallengang) zur Gallenblase abzweigt. Der Abschnitt nach dieser Abzweigung heißt Ductus choledochus und mündet schließlich zusammen mit dem Ductus pancreaticus der Bauchspeicheldrüse in den Zwölffingerdarm auf der Papilla duodeni major.
In der Gallenblase wird die Galle gespeichert und auf etwa zehn Prozent ihres Volumens eingedickt. Diese wird dann als „Blasengalle“ bezeichnet. Gelangen Lipide mit der Nahrung in den Dünndarm, so regen diese die Produktion des Hormons Cholecystokinin (CCK) in der Dünndarmschleimhaut an. CCK stimuliert die glatte Muskulatur in der Organwand der Gallenblase, so dass diese sich zusammenzieht und ihr Inhalt dem Speisebrei im Duodenum beigemischt wird. Erhöhte Aktivität des parasympathischen Nervus vagus (Vagotonus) hat denselben Effekt.
Eine Gallenblase ist nicht bei allen Wirbeltieren ausgebildet.

### Bedeutung
Die Galle spielt eine wichtige Rolle bei der Verarbeitung von Fetten aus der Speise und trägt zur Neutralisierung des nach Magenpassage stark sauren Speisebreis bei. Sie dient auch der Ausscheidung verschiedener Substanzen aus dem Körper wie Cholesterin, Bilirubin sowie vieler Medikamente und ihrer Stoffwechselprodukte. Die Gallebildung ist wesentlich für das Gleichgewicht des Cholesterins im Körper.
Die Gallensalze dienen der Fettverdauung, indem sie Mizellen mit den wasserunlöslichen Bestandteilen der Nahrung (Triacylglyceride, freie Fettsäuren, Vitamine und Cholesterin) bilden und die Resorption an Enterozyten ermöglichen. Medikamente und ihre Abbauprodukte werden mit Glutathion konjugiert und damit wasserlöslich gemacht, um dann mit der Galle durch den Verdauungstrakt und letztendlich den Kot ausgeschieden zu werden. Dies betrifft ebenso Stoffwechselprodukte wie Bilirubin, das aus dem Abbau von Hämoglobin in den Leberzellen entsteht. Weitere Aufgaben sind die Ausscheidung von Schwermetallen, die Neutralisierung des Zwölffingerdarms nach Magenentleerung und die Aktivierung der Bauchspeicheldrüsenenzyme.
Gallensäuren wirken außerdem bakterizid, töten also Bakterien ab.

### Kreislauf der Gallensalze
Gallensalze werden in primäre und sekundäre Gallensalze unterteilt. Die primären Gallensalze, Cholat und Chenodesoxycholat, werden von der Leber aus Cholesterin synthetisiert. Diese werden von Bakterien im Verdauungstrakt teilweise in sekundäre Gallensalze, Desoxycholat und Lithocholat umgewandelt. Die Gallensalze werden dann im Verdauungstrakt dekonjugiert, von der Schleimhaut absorbiert und in der Pfortader (Vena portae), gebunden an Albumin, wieder zur Leber transportiert. Dort werden sie aufgenommen, wieder mit Taurin und Glycin konjugiert und erneut in die Galle abgesondert. Dieser Kreislauf wird als Enterohepatischer Gallensalzkreislauf bezeichnet und gewährleistet, dass der Gallensalzbestand des Körpers von nur zwei bis vier Gramm den Bedarf der Fettabsorption von 20–30 g decken kann. Dabei zirkuliert er täglich fünf- bis zehnmal. Nur etwa 0,3–0,6 g Gallensalze gehen verloren und müssen in der Leber neu synthetisiert werden. Gallensalze, die nicht mit Taurin oder Glycin konjugiert sind, werden sofort wieder absorbiert, während jene, die konjugiert sind, erst im Ileum (Krummdarm) an der Fettverdauung teilnehmen.

## Beschwerden

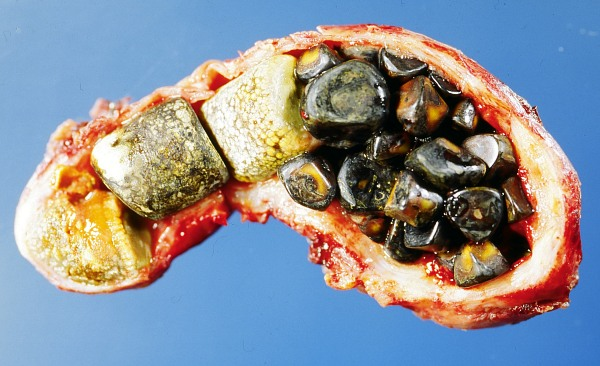
Gallensteine in der Gallenblase

Die bei einer Störung der Gallenbildung oder Gallensekretion beim Menschen auftretenden Symptome lassen sich durch ihre Funktionen bei der Fettverdauung und der Ausscheidung von Endprodukten des Stoffwechsels erklären. Eine Verstopfung der Gallenwege mit Rückhaltung von Galle nennt man im medizinischen Sprachgebrauch Cholestase. Bei dieser tritt eine Fettunverträglichkeit auf, da dieses nur noch in geringem Umfang aus dem Darm absorbiert werden kann. Höhere Fettzufuhr in der Nahrung führt zu fettigem Stuhl (Steatorrhoe). Weiterhin tritt der so genannte posthepatische Ikterus (Gelbsucht) auf, da das Hämoglobinabbauprodukt Bilirubin, ein gelber Farbstoff, nicht mehr ordnungsgemäß ausgeschieden werden kann und eine Gelbfärbung der Haut und Schleimhäute verursacht. Durch das Fehlen der Gallenfarbstoffe nimmt der Stuhl eine lehmartige Färbung an, die als acholisch bezeichnet wird. Diese Verstopfungen können verschiedene Ursachen wie Tumoren der Bauchspeicheldrüse, Gallenblase, Gallengänge oder des Zwölffingerdarms haben. Eine andere Ursache können Gallensteine im Ductus hepaticus communis oder im Ductus choledochus sein. Verlegungen des Ductus cysticus führen nur selten zur Blockade der Gallenabgabe (Mirizzi-Syndrom).
Gallensteine sind Kristallisationsprodukte, die entstehen, wenn das Mischungsverhältnis zwischen Lecithin, Cholesterin und den Gallensalzen aus dem Gleichgewicht gerät. Auch bei der Stoffwechselstörung Erythropoetische Protoporphyrie entstehen häufig Steine aus dem Häm-Vorläuferstoff Protoporphyrin IX. Symptome treten nur in etwa einem Viertel aller Fälle auf. Dazu gehören Koliken, Druckschmerzen (Druckdolenz) im rechten Oberbauch und die oben erwähnte Gelbsucht. In seltenen Fällen kommt es auch zu Rückenschmerzen.

## Nutzung
Galle-Agar wird aus Rindergalle gewonnen und ist ein in der Mikrobiologie verwendeter Nährboden. Abhängig vom neben der Galle enthaltenen Substrat können zahlreiche Keime wie zum Beispiel Streptokokken, Salmonellen und Shigellen, aber auch Pilze angezüchtet werden. Sollen Salmonellen aus dem Blut eines Patienten angereichert werden, so wird eine Galle-Bouillon, bestehend aus drei Teilen Galle und einem Teil Blut, gemischt. In ihr können sich die Salmonellen vermehren.
Für die Herstellung von Gallseife wird ebenfalls Rindergalle verwendet.

## Etymologie
Das Wort Galle leitet sich über mittelhochdeutsch galle und althochdeutsch galla von der indogermanischen Wurzel *ǵʰel- ‚gelb, grün‘ ab. Aus dieser Wurzel haben sich auch altgriechisch χολή cholé und lateinisch fel mit der gleichen Bedeutung entwickelt. Sie sind ebenso wie lateinisch bilis (Herkunft nicht sicher, möglicherweise nicht indogermanisch) Teil von Lehn- und Fachwörtern, die, teils irrtümlich, mit der Galle in Verbindung gebracht wurden.

## Medizingeschichte
In der Humoralpathologie der Hippokratiker, die um 400 v. Chr. entwickelt wurde und die medizinische Lehre für über tausend Jahre bestimmte, bis sie mit Paracelsus an Bedeutung verlor, nimmt der „trocken“ vorgestellte Leibessaft „Galle“ eine zentrale Rolle ein. Es wurde im Wesentlichen dabei zwischen der heißtrockenen Leibesfeuchte Gelbe Galle (lateinisch cholera und mittellateinisch Colera, genauer: cholera citrina) und der kalttrockenen Feuchte Schwarze Galle (melancholia) unterschieden. Diese beiden gehören, neben Blut und Schleim („Phlegma“), zu den vier sogenannten Kardinalsäften der Viersäftelehre. Befinden sich diese im Gleichgewicht (Eukrasie), sei der Mensch gesund. Bei einem Ungleichgewicht (Dyskrasie) komme es zur Krankheit. Gelbe Galle werde in der Leber produziert und wurde mit Cholerikern (lateinisch colerici) und (deren) Zornwallungen assoziiert. Die Colera als unnatürlicher Körpersaft (lateinisch Humor) wurde im Rahmen humorlpathologischer Vorstellungen auch als Ursache für blasenartigen Ausschlag, Pusteln, Papeln, Furunkel usw. angesehen. Schwarze Galle wird nach der Humoralpathologie in den Hoden und der Milz produziert und mit Melancholikern (von mélaina cholé, schwarze Galle) in Verbindung gebracht. Sprichwörtliche Ausdrücke wie „Mir kommt die Galle hoch“ oder „Gift und Galle spucken“, beides Metaphern für Wut, begründen sich in dieser Lehre. Weitere – neben colera citrina, colera vitellina und colera nigra – im Mittelalter (etwa im um 1170 entstandenen Liber mitis des Guido von Arezzo) unterschiedene cholera-Erscheinungsformen waren colera adusta, colera aeruginosa, colera flegmatica, colera prasina, colera rubea und colera viridis. In Regulae urinarum unterscheidet Maurus von Salerno (12./13. Jahrhundert) colera naturalis und colera innaturalis; letztere unterteilte er colera citrina, colera vitellina, colera prassina und colera eruginosa.
Die Gallenflüssigkeit von männlichen Wildschweinen wurde früher als potenzfördernde Salbe appliziert.